# Полтавське українське драматичне товариство
Полтавське українське драматичне товариство — драматичне товариство в Полтаві, створене в 1914 році групою акторів колишньої Трупи артистів під орудою Л. Леонідова та П. Каганця. Режисерами були: С. Киянов-Чарський, П. Клименко, Н. Нескуба, Доміан Козачковський, І. Котов. Метою товариства був творчий розвиток надбань корифеїв українського театру. У 1918—1919 роках трупа поповнилась за рахунок провідних акторів-аматорів «Музично-драматичного гуртка», акторів з інших міст.
Драматичне товариство працювало в народному театрі «Маяк», в їдальні Південного вокзалу, Губсельбудинку, пакгаузі Київського вокзалу, в Саду чиновників, Клубі трудящих, в Кобищанському парку, музичному училищі, у «Зеленому острові», в приміщенні міського театру імені Миколи Гоголя, де в 1915—1917 роках був розташований лазарет, а також у селах Полтавщини. Товариство обслуговувало госпіталі, брало участь у благодійних вечорах, народних гуляннях, де, крім показу вистав, виступав його хор, солісти-вокалісти. Збори від цих видовищ часто йшли у фонд допомоги сім'ям загиблих і поранених воїнів на фронтах імперіалістичної війни. У репертуарі: «Наталка Полтавка», «Москаль-чарівник» Івана Котляревського, «Шельменко-денщик», «Сватання на Гончарівці» Григорія Квітки-Основ'яненка, «Пошились у дурні», «Невольник» Марка Кропивницького, «За двома зайцями» Михайла Старицького, «Наймичка», «Сто тисяч», «Лиха іскра поле спалить і сама щезне» Івана Карпенка-Карого, «Нахмарило» Бориса Грінченка, «За Німань іду» Володимира Александрова, «Панна Штукарка» Олександра Володського. У 1920 році частина співаків і музикантів товариства об'єдналося в оперний трудовий колектив. На початку 1924 році товариство реорганізувалося і прибрало назву полтавський театр «Рух».
До складу трупи входили: І. І. Недоля (Мовмига), М. Невеселий, В. Вікторов (Ішунін), М. Марусина (Беджук), О. Олексина (Беджук), Г. Ніженцева, О. Слюсаренко, В. Корнілович, А. Винник, О. Самійленко.
1918—1919 до творчого складу товариства приєднались такі актори як Т. Доля (Баленко), І. Безрідний (Товстоп'ят), І. Котов, Т. Крем'янська, М. О. Олексієнко.